# 1036 Ganimedes

Órbita de 1036 Ganymed.

1036 Ganimedes é um asteroide descoberto por Walter Baade em 23 de outubro de 1924. É o maior asteroide do grupo Amor com 32 quilômetros de diâmetro.
Tem o nome da figura mitológica Ganímedes, um príncipe de Troia, por quem Zeus se apaixonou.